# Seefeldsee
Der Seefeldsee liegt im Naturschutzgebiet Sachsler Seefeld auf einer Höhe von 1821 m ü. M. oberhalb (südlich) der Älggi-Alp auf dem Gemeindegebiet von Sachseln im Schweizer Kanton Obwalden.
Der See hat eine Fläche von 6,7 ha. Rund einen Kilometer nördlich des Seefeldsees liegt auf der Älggi-Alp der geographische Mittelpunkt der Schweiz. In der Nähe liegt ein Berggasthaus. Bis hier ist die Zufahrt mit dem Privatauto erlaubt. Die Wanderung von der Älggi-Alp bis zum Seefeldsee dauert etwa eine halbe Stunde.
Im See werden Forellen, Saiblinge, Namaycush und Trüschen gefischt. Sein Abfluss ist der Älggibach. Dieser fliesst von der Älggi-Alp in nordwestliche Richtung ins Kleine Melchtal und die dort fliessende Kleine Melchaa.